# Chylice (Ostrožská Nová Ves)

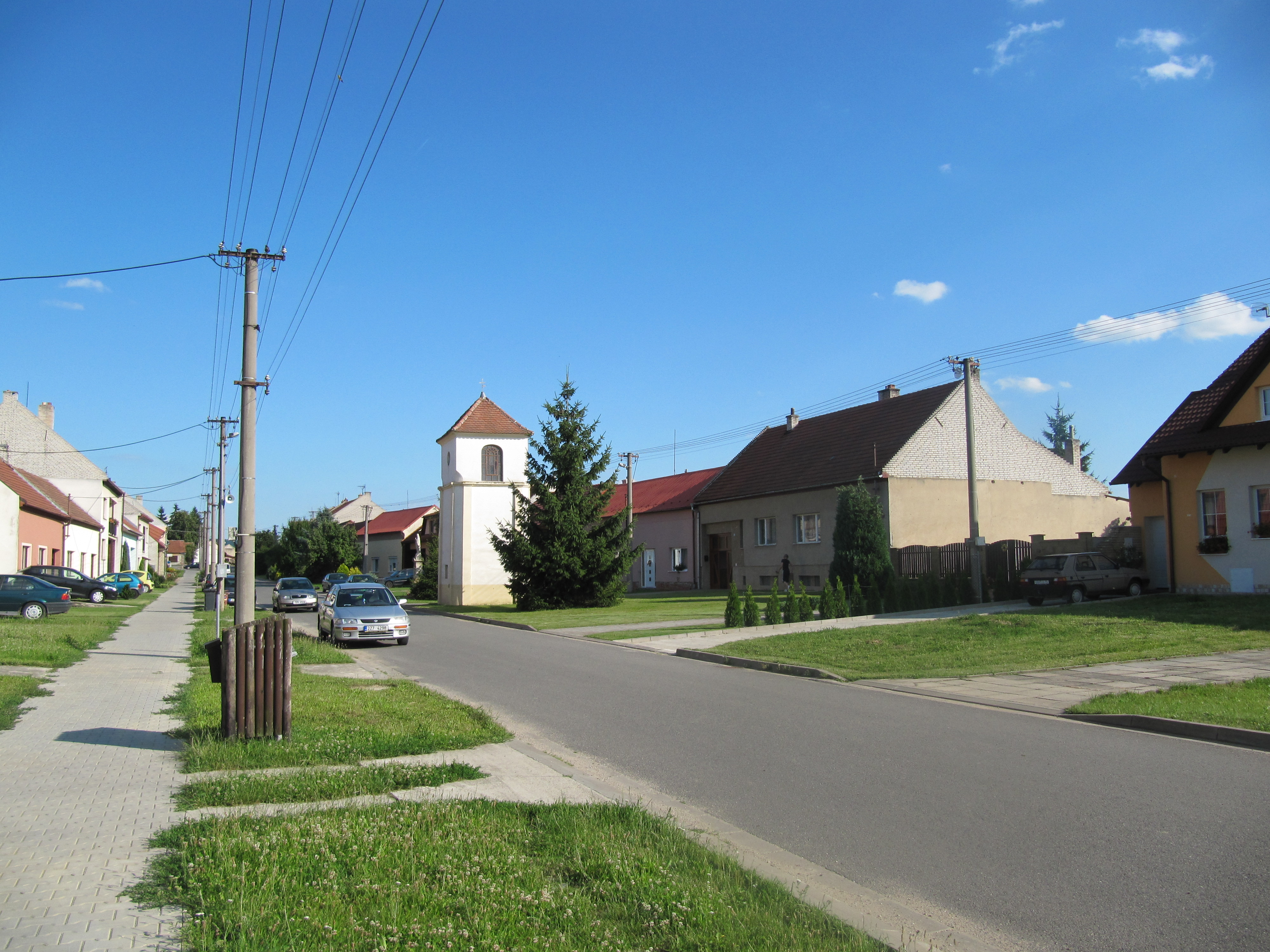
Chylice (2011)

Chylice (deutsch Chilitz) ist ein Ortsteil der Gemeinde Ostrožská Nová Ves in Tschechien. Er liegt drei Kilometer nordöstlich von Uherský Ostroh und gehört zum Okres Uherské Hradiště.

## Geographie
Chylice befindet sich am westlichen Fuße der Weißen Karpaten im Dolnomoravský úval (Südliches Marchbecken). Das Dorf liegt linksseitig der Marchauen am linken Ufer des Baches Petříkovec und seines Zuflusses Chylický potok. Zwei Kilometer westlich fließt die March. Am westlichen Ortsrand führt die Bahnstrecke Brno–Vlárský průsmyk vorbei, die nächste Bahnstation ist Ostrožská Nová Ves. Gegen Nordwesten erstreckt sich das Baggerseengebiet Ostrožská jezera. Im Südosten erheben sich die Koruny (274 m) und der Oborský kopec (240 m).
Nachbarorte sind Kostelany nad Moravou im Norden, Ostrožská Nová Ves im Nordosten, Hluk im Osten, Ostrožská Lhota und Dvůr Obora im Südosten, Ostrožské Předměstí und Kvačice im Südwesten, Moravský Písek im Westen sowie Polešovice und Nedakonice im Nordwesten.

## Geschichte
Die erste schriftliche Erwähnung des an einem alten Handelsweg von Mähren nach Ungarn gelegenen Dorfes Chylice erfolgte im Jahre 1192.
Zwischen 1343 und 1348 sind Sezima und Mrakeš de Chylecz als Besitzer nachweislich. 1359 wurde das Dorf als Chilecz und 1372 als Gehilecz bezeichnet. Zu dieser Zeit war das Dorf in zwei Hälften geteilt. Všebor von Rajec verkaufte seinen Anteil vor 1371 an Frank von Kunowitz. Besitzer des anderen Anteils war im Jahre 1376 Hereš von Chylice. Nachfolgend gehörte eine Hälfte Stach von Buchlovice, dessen Witwe Dorota ihre Rechte an Chylice 1384 an Mirek von Smrčan abtrat. Dieser überschrieb seinen aus 13 Huben, drei Chaluppen sowie der Hälfte der Schenke und einem Hof bestehenden Anteil 1415 an die Witwe Anna von Schellenberg, geborene von Rožďálovice. 1418 überschrieb Jan von Říčany die andere Hälfte einschließlich eines Hofes an die Brüder Jobst und Jaroslav von Schellenberg. 1447 verkaufte Jaroslav das ganze Dorf mit beiden Höfen und der Schenke an Burian von Vlčnov. Jiří von Vlčnov überließ Chylice 1466 an Jiří von Landstein und Morawan. Ihm folgte Jindřich Bařický von Veletiny, der die Güter Chylice und Kvačice mit der Herrschaft Ostroh vereinigte. 1511 wurde die Herrschaft zum Erbbesitz der Herren von Kunowitz. 1592 bestand das Dorf aus 35 Anwesen. 1617 erbte Jan Bernhard von Kunowitz die Herrschaft. Wegen der Beteiligung am Ständeaufstand von 1618 wurden dessen Besitzungen nach der Schlacht am Weißen Berg von Ferdinand II. konfisziert und er floh nach Siebenbürgen. 1625 verkaufte Ferdinand II. die Herrschaft Ostroh-Kunowitz für 30000 rheinländische Gulden an seinen Gefolgsmann Gundaker von Liechtenstein. 1663 wurde Chylice von Truppen des Großwesirs Ahmed Kiupril unter Führung der Herzogs von Saarus (Solnohrad), Michael Apaffy, verwüstet. Im Hufenregister von 1669 sind für Chylice 35 Anwesen ausgewiesen, davon lagen drei wüst. 1683 plünderte erneut die Türken das Dorf. In den Jahren 1704 und 1705 fielen die Kuruzen in Chylice ein. 1709 zerstörte ein Großfeuer einen Teil des Dorfes. Seit 1745 werden die Grundbücher geführt. 1782 wurden in der Kuratie Nová Ves auch die Matriken für Chylice angelegt. 1790 lebten in den 44 Häusern des Ortes 412 Personen. Im Jahre 1843 hatte das Dorf 558 Einwohner und bestand aus 96 Wohnhäusern. Bis zur Mitte des 19. Jahrhunderts blieb Chylice immer nach Ostroh untertänig.
Nach der Aufhebung der Patrimonialherrschaften bildete Chýlice/Chilitz ab 1850 eine Gemeinde in der Bezirkshauptmannschaft Hradisch. 1882 wurde in Nová Ves eine Pfarre errichtet, zu der auch Chylice gehört. Das Gemeindekataster umfasste im Jahre 1900 eine Fläche von 777 ha, davon gehörten 490 ha zum Hof der Liechtensteiner in Uherský Ostroh und 169 ha zum Meierhof Nová Ves. In den Jahren 1920, 1930 und 1939 überflutete die March Teile des Dorfes. Am 1. August 1949 wurde Chylice als Ansiedlung nach Ostrožská Nová Ves eingemeindet und die Gemeinde dem neuen Okres Veselí nad Moravou zugeordnet. 1955 wurde nordwestlich des Dorfes in den Marchauen der Abbau von Kiessand aufgenommen. Nach der Aufhebung des Okres Veselí nad Moravou kam Chylice Ende 1960 wieder zum Okres Uherské Hradiště zurück. Seit dieser Zeit besitzt Chylice den Status eines Ortsteiles. Chylice hatte im Jahre 1991 667 Einwohner. Im Juli 1997 wurde das Dorf von einem Jahrhunderthochwasser der March und des Petříkovec heimgesucht. Beim Zensus von 2001 lebten in den 236 Wohnhäusern von Chylice 625 Personen.

## Sehenswürdigkeiten
- Kapelle
- Ostrožská jezera, das auch als Slowakisches Meer bezeichnete 355 ha große Baggerseengelände mit mehreren Inseln und Halbinseln dient als Wasservogelschutz- und Erholungsgebiet.